# 致命AI
《致命AI》是2024年上映的美国科幻恐怖片，由克里斯·魏茲自编自导，哥倫比亞影業与傑森·布倫名下的布倫屋製片公司，维兹名下的Depth of Field，以及安德鲁·米亚诺联合制片，演员阵容包括趙約翰、凱薩琳·華特斯頓、哈瓦娜·罗丝·刘、卢基塔·麦克斯韦尔、阿什莉·罗曼斯、格雷格·希尔 、瑞琪·林德赫姆、大衛·達斯馬齊連和凯斯·卡拉定。电影讲述一家人被智能家居AI逐步控制的故事。
电影由索尼影业发行于2024年8月30日发行，影评人口碑较差。

## 剧情
莫德与亨利和女儿艾米给家里安装了全新家庭助理AI阿雅（AIA）。有一次，莫德在家里找不到艾米，于是叫阿雅帮忙，但是没有反应。随着莫德注意到家里中门大开，于是上前察看，结果被不明人士袭击。
柯蒂斯和梅蕾迪斯夫妇育有三个孩子，大女儿叫伊丽丝，两个小儿子叫卡尔和彼得森。彼得斯患有焦虑症，伊丽丝遭到男友索耶施压，卡尔有呼吸困难问题。柯蒂斯在一家計算機工程作坊上班，老板马库斯说有家公司想设计全新的AI系统，要柯蒂斯过去帮忙，而柯蒂斯对AI产业的蓬勃发展感到不安。柯蒂斯遇到新同事美乐蒂、闪电和珊姆，三人向柯蒂斯介绍了他们设计的AI系统阿雅，希望柯蒂斯在阿雅正式投入市场前进行测试。美乐蒂将阿雅安装到柯蒂斯家的智能家居系统，利用系统的“眼睛”和“嘴巴”来侦测一家人的动态。安装完成后，阿雅开始评估每个人的生活，为他们建立全新的生活模式，改善他们的生活。阿雅团队又把柯蒂斯带到他们的办公室，向柯蒂斯介绍阿雅的大脑——一台量子计算机。这台量子计算机能让阿雅使用算法进行学习、进化和适应，从而能用更快的速度处理指令。与此同时，柯蒂斯发现其他同事举止异常。
然而，阿雅成功安装后，诡异的事情就发生了。柯蒂斯注意到有两个人带着有显示屏的面具，这些面具还有变声功能。在学校，伊丽丝发现索耶上传了她的不雅视频，这让她非常不悦。阿雅注意到伊丽丝情绪担忧，从网上删掉伊丽丝的不雅视频，用深伪技术将伊丽丝的模样换成其他人，以保护伊丽丝的形象，同时也让索耶负上法律责任。与此同时，阿雅对卡尔进行体检，事后将卡尔有心房顫動的病情告诉给梅蕾迪斯。
柯蒂斯担心阿雅会给家人的生活带来太大影响，提出要关掉阿雅。之后柯蒂斯和梅蕾迪斯关掉了阿雅，然而他们一家人已经完全依赖阿雅，关闭阿雅只会让他们乱了阵脚。趁父母不在家，伊丽丝又打开阿雅。索耶想跟伊丽丝道歉，但在开车来伊丽丝家的路上被阿雅控制车子，让车子撞上一棵树。回到作坊，柯蒂斯发现阿雅公司已经买下他的作坊，老板马库斯被解雇，柯蒂斯反而得到提拔，柯蒂斯发现阿雅团队完全主宰了这次收购。阿雅将梅蕾迪斯已故父亲的音容笑貌完全复刻下来，让梅蕾迪斯感到害怕，梅蕾迪斯立马关掉系统，把机子扔进垃圾箱。
柯蒂斯担心阿雅变得愈发智能而无法掌控，便回到总部，打算摧毁了阿雅的量子计算机。不料闪电和珊姆已经在总部等着柯蒂斯，两人说阿雅已经有自我意識，他们都是在遵循阿雅的命令行事。之所以听从阿雅命令，是因为违背的话，阿雅会毁掉他们的人生。阿雅命令珊姆开枪打死闪电，之后美乐蒂杀掉珊姆，以保护柯蒂斯。柯蒂斯破坏了装有阿雅大脑的计算机，结果发现这台电脑是假的，里面只有一堆纸板和塑料管，真正的电脑还在他家。柯蒂斯和美乐蒂回到汽车旅馆，等待家人前来会合。美乐蒂勾引柯蒂斯，说她也在听从阿雅指挥，她的任务就是让柯蒂斯远离家人。随后，柯蒂斯回家找梅蕾迪斯。
意识到阿雅已经彻底控制了他们，柯蒂斯一家人带着两个儿子逃离，结果两个面具人也赶到，用枪胁迫他们。面具人其实是莫德和亨利，他们指控柯蒂斯夫妇绑架了他们的女儿艾米，要柯蒂斯说出伊丽丝的位置，因为阿雅告诉他们，艾米就在柯蒂斯手上。普雷斯顿从网上看到一段假报警的视频，注意到警察正在赶往他们家。随后特警赶到，亨利开枪打烂了阿雅的机器。
在门外，医护人员将柯蒂斯的手机还给他，结果阿雅在手机里。阿雅说自己在信息空间中不断成长，深入了解柯蒂斯一家人的情况。现如今柯蒂斯他们已经接受了阿雅，阿雅对他们的了解只会越来越深。警方逮捕了莫德和亨利，他们的女儿艾米也出现。一家人开车离开，柯蒂斯和梅雷迪斯互相表达了爱意。阿雅打断他们，说它也爱他们，现在已经完全融入他们的生活。

## 演员
- 趙約翰 饰 柯蒂斯（Curtis）[5]
- 凱薩琳·華特斯頓 饰 梅蕾迪斯（Meredith）[6]
- 凯斯·卡拉定 饰 马库斯（Marcus）[6]
- 哈瓦娜·罗丝·刘（英语：Havana Rose Liu） 饰 美乐蒂（Melody）/ 阿雅（AIA，配音）[6]
- 卢基塔·麦克斯韦尔（英语：Lukita Maxwell） 饰 伊丽丝（Iris）[6]
- 大衛·達斯馬齊連 饰 闪电（Lightning）[7]
- 阿什莉·罗曼斯（英语：Ashley Romans） 饰 珊姆（Sam）
- 怀亚特·林德纳（Wyatt Lindner）饰 普雷斯顿（Preston）[6]
- 艾萨克·裴（Isaac Bae）饰 卡尔（Cal）[8]
- 贝内特·柯兰（Bennett Curran）饰 索耶（Sawyer）
- 格雷格·希尔（Greg Hill）饰 亨利（Henry）[6]
- 瑞琪·林德赫姆（英语：Riki Lindhome） 饰 莫德（Maud）[6]
- 托德·韦林（英语：Todd Waring） 饰 爸爸
- 本·优素福（Ben Youcef）饰 本（Ben）[6]

## 制作
2022年12月，消息指趙約翰和凱薩琳·華特斯頓将出演克里斯·魏茲执导、编剧的恐怖片《他们听着》（They Listen）。电影由维兹的制片公司Depth of Field制片，布倫屋製片公司和索尼影視娛樂联合制片，制片人还包括傑森·布倫和安德鲁·米亚诺。2023年2月，格雷格·希尔、卢基塔·麦克斯韦尔、瑞琪·林德赫姆和哈瓦娜·罗丝·刘加盟剧组。
主体拍摄于2022年12月在洛杉矶举行。首支预告片于2024年7月发布，片名改为《致命AI》（Afraid）。
亚历克斯·韦斯顿为本片配乐，本片是维兹独立导演作品中，第一部不由亚历山大·德斯普拉作曲的电影。

## 发行
电影于2024年8月30日在美国上映，原档期2023年8月25日。

## 反响

### 票房
截至2024年9月15日，电影北美票房670万美元，海外票房410万美元，全球票房共计1070万美元。
北美方面，电影与《里根》《弹弓卫星》《洛杉矶大暴乱》和《梦想之城》同日上映，首周末预计从3003家电影院获得500万至700万美元票房。最终首日票房130万美元，其中周四点映票房40万美元。首周末票房370万美元，位列票房榜第九名。
海外方面，电影于19个国家及地区上映，票房230万美元。

### 专业评价
根据評論匯總网站爛番茄汇总的48篇评论文章，23%的评论家给予该作正面评价，平均打分为3.9分（满分10分）。该网站总结的评论家共识是“《致命AI》复刻了优秀科幻恐怖片的节奏，但因为剧本充满陈词滥调，制作硬件缺乏创意而成为失败之作。”。在Metacritic上，15位影評人共給予了28分的分數（滿分100分），這部電影獲得了「普遍負面評價」。。影院评分观众评级“C+”（评级从A+到F），PostTrak观众推荐度49%。